# Fidiobia microscopica
Fidiobia microscopica är en stekelart som beskrevs av Peter Neerup Buhl 2002. Fidiobia microscopica ingår i släktet Fidiobia och familjen gallmyggesteklar. Inga underarter finns listade i Catalogue of Life.